# Fredericia

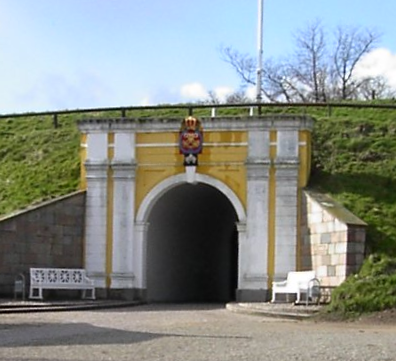
Cổng hoàng tử, gần tượng đài Lính bộ binh

Fredericia (trước kia cũng gọi là Frederits) là thành phố Đan Mạch, nằm ở phía đông nam bán đảo Jutland bên Eo biển Lillebælt. Fredericia có 39.391 cư dân (2008)  và là thành phố đông dân thứ 14 ở Đan Mạch. Fredericia cũng là trụ sở của Thị xã Fredericia mới có diện tích 134,46 km² với dân số 49.260 người.

## Lịch sử
Ban đầu Fredericia được thiết lập như 1 công sự phòng thủ. Sau kinh nghiệm của cuộc chiến tranh 30 năm (1618-48) mà Đan Mạch tham gia từ năm 1625-29, vua Christian IV thấy cần phải xây dựng 1 pháo đài vững mạnh ở Jutland để phòng thủ, cùng với kế hoạch lập 1 thành phố lớn ở Jutland gọi là Jyllands By. Sau khi không chọn địa điểm ở "Houens Odde", thì "Lyngs Odde" được chọn. Người ta thiết lập 1 trại quân với bờ lũy bao quanh theo dạng hình bán nguyệt từ bờ biển trở vào. Tuy nhiên, trong cuộc chiến tranh với Thụy Điển, quân của tướng Thụy Điển Torstenson đã dễ dàng vượt qua công sự này. Do đó vua Frederik III - theo đề nghị của thống chế Anders Bille - đã lập công sự phòng thủ ở vùng hoang Bers odde. Ngày 15.12.1650, nhà vua ký giấy lập thành phố và hào lũy phòng thủ cùng cấp đặc quyền cho thành phố. Năm 1651 đặt tên thành phố là Frederiksodde theo tên nhà vua. Ngày 22.4.1664 thành phố mang tên latin hóa Fredericia như hiện nay.
Trong cuộc chiến tranh 3 năm giữa Đan Mạch với quân nổi dậy vùng Schleswig-Holstein với sự hỗ trợ của quân Phổ, Fredericia được chọn là thành phố quân trấn của quân Đan Mạch. Mùa hè năm 1849, quân thù bao vây Fredericia. Họ bố trí các súng đại bác quanh thành phố để chặn việc tiếp tế và bổ sung quân cho thành phố. Tuy nhiên quân Đan Mạch đã đi đường biển vào thành phố. Đêm 6.7.1849, quân Đan Mạch tấn công các vị trí của quân địch đang bao vây. Sau cuộc chiến khốc liệt, quân Đan Mạch đã phá tan hầu hết vị trí của quân địch. 4 ngày sau, 2 bên đã ký hiệp định đình chiến, kết thúc cuộc chiến. Ngày nay, hàng năm vào ngày 6.7 Fredericia đều tổ chức lễ mừng chiến thắng này.

## Fredericia hiện nay
Thành phố có các đường phố vuông góc với nhau theo chiều bắc-nam và đông-tây. Bờ lũy bao quanh trung tâm thành phố từ thế kỷ 17 vẫn còn được bảo tồn.
Ngày nay Fredericia là điểm nút giao thông quan trọng ở Đan Mạch nhờ vị trí ở vùng gọi là Vùng Tam giác. Thành phố có 1 cảng nước sâu và 1 nhà ga lớn với các tuyến đường sắt nối giao thông với hầu hết các thành phố Đan Mạch và vùng Bắc Đức, ngoài ra thành phố cũng cách Sân bay Billund không xa.
Fredericia cũng là nơi đồn trú của trung đoàn viễn báo Đan Mạch (Telegrafregiment).